# Sunshine Girl
「Sunshine Girl」（サンシャイン・ガール）は2010年5月12日に発売されたmoumoonのメジャー7枚目のシングルである。

## 概要
- 初回限定生産シングル。価格は500円のワンコインシングル。
- 資生堂「ANESSA」CMソング。今作はANESSAのCMと連動したが、CDジャケットにはCMに出演している蒼井優が起用され、ミュージックビデオはCMと同じ所で撮影した。
- CMの反響により、初動売上のみで過去の全シングルの累積売上を抜き、最高の売上枚数を記録した。発売2週目にしてオリコン週間シングルチャートでシングル・アルバムを通じて自身初のTOP10入り（初登場順位は12位）を果たした。
- YUKAは「ラッキーソング」とコメントした[5]。
- 2010年7月12日（発売から2ヶ月後）に、ソニー・エリクソン×MTV「Transform Your Xperia™」CMソングに10組の歌手の1組として起用された。
- 2010年10月25日の時点で着うた・着うたフルを含めた総配信数が100万ダウンロードを超えた[6]。
- Appleが主催する「iTunes Rewind 2010」J-pop部門・ベストソングを受賞している。
- アーケードゲーム『REFLEC BEAT』、『jubeat』に収録された。
- 日本テレビ系列『I LOVE みんなのどうぶつ園』のオープニングテーマに採用された。

## 収録曲
1. Sunshine Girl
作詞：YUKA、作曲・編曲：K.MASAKI
2. メドレー（2010 Summer ver.）
3. Sunshine Girl -Instrumental-